# CIMON (robot)
Pour l’article ayant un titre homophone, voir Simon.
Pour les articles homonymes, voir Cimon (homonymie).
CIMON, pour Crew Interactive Mobile companion, est un robot rond de la taille d'un ballon de basket qui fut envoyé sur la Station spatiale internationale (ISS) le 29 juin 2018. Il est doté d'hélices lui permettant de ce déplacer en micro-gravité dans l'ISS.
L'appareil est un « assistant pour astronautes basé sur une intelligence artificielle » mis au point par Airbus et IBM, avec un financement du Centre aérospatial allemand, DLR. Il utilise l'intelligence artificielle WATSON développée par IBM,. Le robot CIMON fonctionne grâce au système d'exploitation open-source Ubuntu.

## CIMON-1

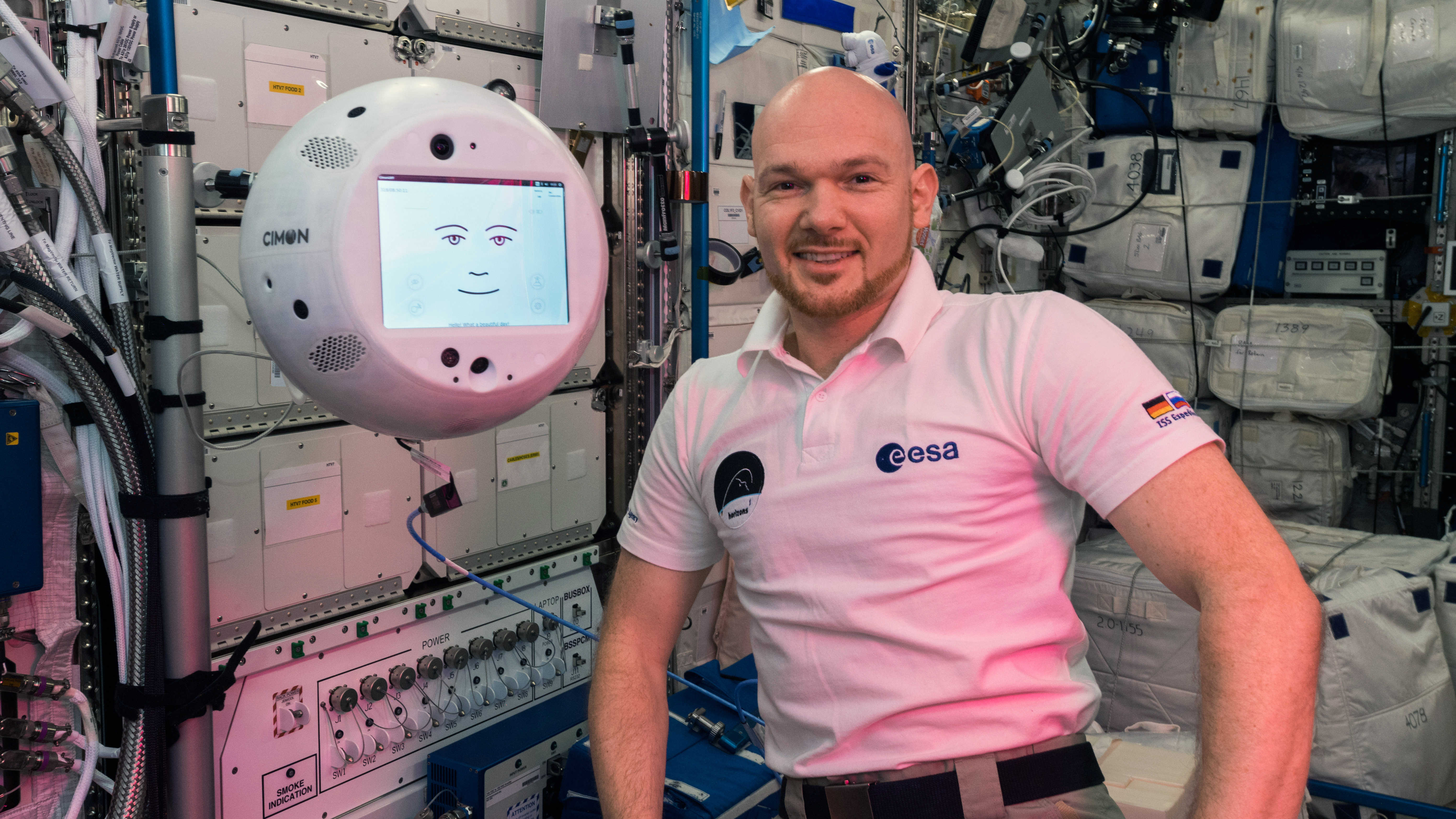
CIMON aux côtés de l'astronaute allemand Alexander Gerst dans le module Columbus de l'ISS.

La première version du robot, CIMON-1, fut lancé vers l'ISS le 29 juin 2018 par une Falcon 9, à bord du cargo Dragon lors de la mission CRS-15.
Sa première mission fut composée de tests effectués avec l'astronaute allemand de l'ESA, Alexander Gerst, le 16 novembre 2018. Selon Airbus, la mission a répondu toutes les attentes. Elle a duré 90 minutes, durant lesquelles des tests de questions réponses et de déplacements ont été effectués.
CIMON-1, a quitté la Station Spatiale Internationale pour retourner sur Terre le 27 août 2019.

## CIMON-2
Le 5 décembre 2019, une version actualisée de Cimon, baptisée CIMON-2, a été lancé vers l'ISS à bord de la mission SpaceX CRS-19. Cette nouvelle version de Cimon comprenait des capacités d'intelligence artificielle améliorées, de meilleurs capteurs, tels que des micros plus sensibles, une capacité à analyser les émotions à partir du langage (activable par l'astronaute seulement) et une durée de vie de sa batterie améliorée. Le but du projet, serait d'analyser la capacité du robot à réduire le stresse chez les astronautes.
Le 15 avril 2020, CIMON-2 réalise avec succès les tests de fonctionnement réalisé sur l'ISS avec l'astronaute de l'ESA Italien Luca Parmitano.
Le 19 septembre 2024, les astronautes de la NASA Michael Barratt et Jeanette Epps on réalisé un test de CIMON en interagissant avec le robot par la voix.

## Historique
- 29 juin 2018 : lancement de la fusée Falcon 9 mission CRS SpX-15 contenant CIMON
- 2 juillet 2018 : arrivée du cargo SpX-15 sur la Station Spatiale Internationale
- 4 octobre 2018 : début de l'Expédition 57 avec l'arrivée d'Alexander Gerst
- 16 novembre 2018 : CIMON réussit ses premiers tests en microgravité avec Alexandre Gerst[5].
- 27 août 2019 : la première version de CIMON repart de l'ISS par le cargo CRS SpX-18[9].
- 5 décembre 2019 : la seconde version de CIMON a été lancé sur l'ISS[9].
- 15 avril 2020 : CIMON-2 est testé avec succès par Luca Parmitano
- 19 septembre 2024 : Mission de CIMON avec les astronautes de la NASA : M. Barrat et J. Epps[8]